# Vilayphone Vongphachanh
Vilayphone Vongphachanh (26 aprile 1989) è un'ex nuotatrice laotiana, che ha rappresentato il suo paese ai Giochi Olimpici di Atene 2004 e Pechino 2008 e a tre edizioni dei mondiali in vasca lunga.

## Biografia
A causa della scarsità di mezzi dello sport in Laos, la Vongphachanh era costretta ad allenarsi in una piscina di 25 m, di solito per una sola volta a settimana.

### Campionati mondiali
Vilayphone Vongphachanh ha preso parte a tre edizioni dei mondiali di nuoto, senza mai superare le batterie.
La prima esperienza fu ai mondiali di Barcellona 2003, quando aveva quattordici anni. Furono due le gare a cui prese parte: nei 50 m stile libero, ottenne, con 35" 55, il 98º tempo delle batterie (su cento atlete classificate); nei 50 m rana fu invece 57ª e penultima, col tempo di 45" 50.
La seconda partecipazione fu a
Melbourne 2007. In questa occasione prese parte ai soli 50 m stile libero, ed ha ottenuto, con 35" 44, il 130º tempo su 136 atlete classificate.
La terza ed ultima partecipazione risale a Shanghai 2011. Tornò a disputare entrambe le distanze disputate nel 2003: nei 50 m stile libero giunse 79ª su 87 partecipanti, mentre nei 50 m rana fu 32ª su 34 partecipanti.

### Giochi olimpici
Vilayphone Vongphachanh ha fatto parte della delegazione laotiana sia alle olimpiadi di Atene 2004 che di Pechino 2008,

#### Atene 2004
Ad Atene 2004 ha gareggiato nei 50 m stile libero. Ha chiuso la propria batteria in 36" 57, con il 73º ed ultimo tempo complessivo, mancando quindi l'accesso alle semifinali.

#### Pechino 2008
Anche in questa seconda esperienza olimpica, ha gareggiato nei 50 m stile libero. Ha chiuso la propria batteria in 34" 79, con l'84º tempo sulle novanta atlete al via, anche in questo caso finendo lontana dalla qualificazione alle semifinali.